# Saundklaud rep
Saundklaud rep je muzički žanr koji je mešavina muzike lošijeg kvaliteta sa hip-hopom, i nastao je na Saundklaudu. Plejboj Karti, Lil Pamp se uglavnom spominju kao primeri ovog žanra, kao i XXXTentacion, kod koga se pojavljuje uticaj hevi metal muzike.

## Poznati saundklaud reperi
- 6ix9ine
- Lil Pamp[2]
- Lil Pip[2]
- Lil Trejsi[2]
- Lil Ksan[3]
- Lil Jahti[2]
- Plejboj Karti[2]
- Ras[2]
- Smokepurpp
- Tripi Red
- Agli Gad[2]
- XXXTentacion
- Lil Uzi Vert